# 伊藤敦規
伊藤 敦規（いとう あつのり、1963年5月29日 - ）は、愛知県知多市出身の元プロ野球選手（投手・右投右打）・コーチ。
1987年度のドラフト会議で阪急ブレーブス（後のオリックス・ブレーブス→オリックス・ブルーウェーブ）から1位指名を受けて入団。1995年以降は横浜ベイスターズでプレーしたが、故障や成績不振から2年で解雇された。しかし1997年以降はテスト入団した阪神タイガースで復活し、当時30歳代後半ながら同年 - 2000年代初めにかけて阪神で中継ぎ・抑えの主戦格として活躍し、NPB通算483試合に登板した。ロサンゼルスオリンピック野球の金メダリスト。

## 経歴

### プロ入り前
知多市立八幡中学校出身で、中学の後輩には山﨑武司、浅尾拓也、小山雄輝がいる。実家が建設会社（伊藤建設）を営んでいることから、家業を継ぐことも視野に、中京高校から福井工業大学へ進学した。
高校2年で外野手から投手に転向。高校時代は控え投手だったが、当時、阪急ブレーブスのエースとして活躍していた山田久志を参考にアンダースローに転向した（投球フォームについては#選手としての特徴も参照）。大学に進学するとすぐにエースになり、硬式野球部のエースとして北陸大学リーグで活躍、リーグ通算20試合に登板で12勝を記録、4年秋の金沢経済大学戦でノーヒットノーランを達成。3年時の1984年に出場した全日本大学野球選手権大会では、チームを初めて準決勝進出（ベスト4）に導いたが、準決勝で法政大学に敗れた。第13回日米大学野球選手権大会やロサンゼルスオリンピック（五輪）の野球競技に日本代表として出場し、五輪では2勝を挙げてチームの優勝（金メダル獲得）に貢献した。
大学卒業後は熊谷組に入社。1986年・1987年と2年連続で都市対抗に出場し、1987年の社会人野球日本選手権大会では、チームの準優勝進出に貢献。自身も2勝を挙げたことから、大会の優秀選手に選ばれた。
1987年には日本代表として、翌1988年にソウルで開催される夏季オリンピック予選にも出場した。しかし、同年11月18日の予選終了後のNPBドラフト会議で、山田が所属していた阪急と日本ハムファイターズの2球団から1巡目で指名を受け、抽選により阪急が独占交渉権を獲得し入団。背番号は16。契約金は6,000万円・年俸は600万円（ともに推定額）。阪急は翌1988年のドラフト会議の前に球団の経営権をオリエント・リース（後のオリックス）へ譲渡したため、ドラフト1位で阪急へ入団した最後の選手にもあたる。

### 阪急・オリックス時代
阪急・オリックス時代は技巧派投手として、主に先発で活躍した。
1988年には尊敬する山田から直接シンカーの握りを教わり、4月14日の対日本ハムファイターズ戦（東京ドーム）にて2番手投手として初登板。7月10日の対ロッテオリオンズ戦（秋田球場）でプロ初セーブを挙げた。また8月28日にはウエスタン・リーグの対阪神タイガース戦でノーヒットノーランを達成。同年は一軍公式戦で20試合に登板し、1勝4敗1セーブ・防御率5.69の成績を残し、オフには年俸が780万円になった。
1989年は8月26日の対ロッテ戦で荘勝雄と投げ合い、プロ入り初完投勝利を記録。同年は一軍公式戦で24試合に登板して5勝1敗・防御率3.44の成績を残し、翌1990年シーズンの年俸は1,100万円となった。
1990年から一軍の先発ローテーションに加わり、初の規定投球回到達はならなかったが、一軍公式戦31試合に登板して116回2/3を投げ、7勝7敗1セーブ・防御率4.71の成績を残した。6月30日対日ハム戦（東京ドーム）ではトニー・ブリューワに死球を与えてしまい、激昂したブリューワに伊藤が殴り飛ばされて乱闘事件に発展した。ブリューワには制裁金30万円、出場停止2試合の処分が下された。
1991年は一軍公式戦29試合登板・6勝12敗1セーブ・防御率3.08の成績で、チームで規定投球回に到達した投手4人としては唯一負け越したが、防御率はリーグ7位（チーム最高）だった。同シーズンにリーグ連覇を達成した西武ライオンズとの対戦成績は、3勝（うち2完封）4敗、防御率3.35だった。
1992年は、開幕2試合目である4月7日の対西武1回戦（西武ライオンズ球場）に先発登板すると、6回まで毎回のように先頭打者を出しながらも相手打線を4安打に抑え、完封で勝利投手になった。7月8日の対近鉄バファローズ戦（藤井寺球場）で新井宏昌に一軍公式戦通算2000本安打（三塁打）を許したが、オールスターゲームにパシフィック・リーグ（パ・リーグ）の選手として初出場（監督推薦）。同シーズンは前年から2年連続で規定投球回に到達し、26試合登板（投球回数191回2/3）・8勝8敗・防御率3.80と自己最高の成績を挙げ、特に3連覇を達成した西武戦では5勝2敗と好成績を残した。同年オフには契約交渉で球団から最初に提示された条件（推定年俸3,600万円）を「希望額とかけ離れている」として保留し、代理人交渉制度の活用も検討していたが、結局は推定年俸4,200万円（前年比1,200万円増）で更改した。更改の直後には「『頑張れば来年（1993年）はドンと（年俸を）上げてもらえる』と（球団幹部から）約束されたので、2桁勝利を達成したい」と意気込んでいたが、1993年はシーズン途中で故障に見舞われ、9試合登板（投球回数54回）で3勝4敗の成績に終わる。「同年以降は後遺症のためか、ボールに力はあるのに外角で勝負しすぎる」と指摘されていた。
1994年は故障からの復活を誓ったが、同年は9試合の登板で0勝1敗の成績に終わり、チームが左腕投手の補強を狙っていたこともあって、1994年シーズン終了後にはトレード要員となっていた。阪急・オリックス時代（1994年まで）には通算成績で30勝37敗3セーブと負け越していたものの、当時「黄金時代」と呼ばれた西武を相手に7勝をマーク。さらに、通算5完封勝利のうち4完封を対西武戦（残り1完封は福岡ダイエーホークス戦）で挙げたことから、一時は「西武キラー」という異名が付いていた。

### 横浜時代
1994年11月11日、水尾嘉孝・渡部高史・堀江賢治との交換トレードにより、飯塚富司と共に横浜ベイスターズへ移籍することが発表された。推定年俸は3,900万円で、移籍前と同じく背番号16を着用。交換相手の3人のうち、投手2人（水尾・渡部）はいずれも左投手で、オリックスは左腕を補強ポイントとしていた。当時の横浜は先発投手が不足しており、右の先発要員を求めていた。伊藤は先発にも救援にも対応できることから、横浜は当初オリックスに対し、伊藤と水尾の1対1のトレードを申し入れていた。しかしオリックス側が1対1のトレードに難色を示したため、横浜は左投手の渡部・内野手の堀江をトレード要員に追加し、オリックス側も飯塚をトレード要員に加えたため、2対3の交換トレードで決着した。
1995年は5月7日の対ヤクルトスワローズ戦で移籍後初勝利を挙げたが、移籍直後に左膝を故障。同年は19試合登板（先発6試合）・1勝2敗、防御率6.50の成績に終わり、シーズン終了後には推定年俸3,400万円（前年比500万円減）で契約を更改した。
1996年には左膝の状態は問題なく投球できるまでに回復。しかし、一軍では4試合に登板したのみで未勝利（防御率4.76）に終わり、シーズン終了後（10月17日）には飯塚とともに球団から戦力外通告を受けた。帰郷して家業を継ぐことを考えたが、実父から悔いを残して辞めるのは良くないと諭され、幼少期から応援していた阪神タイガースの秋季練習で入団テストに臨んだ。通常の入団テストよりかなり遅い時期（秋季練習の終盤）での挑戦だったため、球団本部長による「合格は99%無理だろう」との厳しい評価のなか合格を勝ち取った。

### 阪神時代
1996年12月5日に、片瀬清利（前広島東洋カープ）・酒井光次郎（前日本ハムファイターズ）・中村良二・畑山俊二（いずれも前近鉄）と共に、阪神への入団が発表された。推定年俸は1,700万円で、背番号は阪急 - 横浜時代から一転して47を着用した。
1997年には、「（横浜時代から痛めている左）膝が壊れてもいいので、他のどの投手にも負けたくない」との決意を胸に、公式戦の開幕直後から一軍の救援陣に定着。プロ入り初のリリーフ専任となったが、60試合の登板で8セーブ（いずれも自己最多）と8勝（阪急時代の1992年に並ぶ自己最多勝利）を挙げたほか、防御率2.67という好成績を残した。同年は特に広島東洋カープ戦に強く（対広島戦の防御率は0.87）、緒方孝市（11打数1被安打／被打率.091）・江藤智（9打数1被安打／被打率.111）を抑え込んでいた。同シーズン終了後には推定年俸4,000万円（2,300万円増）で契約更改した。
1998年は葛西稔・弓長起浩・吉田豊彦とともに貴重な中継ぎ投手として起用され、一軍公式戦50試合の登板で2勝3敗・防御率2.87を記録し、シーズン終了後には年俸4,900万円（推定）で契約更改した。同年10月8日に本拠地・阪神甲子園球場で開催された古巣・横浜（当時、セ・リーグ優勝へのマジックナンバーを1としていた）との最終戦（27回戦）では、3対2（1点リード）で迎えた8回表に弓長起浩に代わる3番手投手として登板したが、二死満塁の場面で8番打者の進藤達哉に逆転決勝打となる2点適時打を打たれ、目の前で古巣の38年ぶり（前身球団である大洋ホエールズが1960年に達成して以来）となるセ・リーグ優勝を達成されることとなった（敗戦投手は弓長）。しかし同年は横浜の谷繁元信（8打数）・波留敏夫（4打数）をいずれも無安打に抑えたほか、中日ドラゴンズ戦では防御率1.35と好成績を残している。一方で前年好成績を挙げた広島戦の防御率は4.09と振るわず、ヤクルトスワローズの古田敦也・池山隆寛・真中満を苦手としていた。
野村克也が一軍の監督を務めた1999年は投手陣最年長ながら、自身と同じくサイドスローで復活を遂げた左投手の遠山奬志や、アンダースローの軟投派右投手・葛西稔などと共に、多彩で強力な救援陣を構成。同年は59試合に登板し、6勝1敗・防御率3.21の成績を残したが、9月12日の対読売ジャイアンツ（巨人）戦（阪神甲子園球場）の練習中に外野手の送球を右手に受けて親指骨折・脱臼の怪我を負った。同年は優勝した中日相手に防御率2.00、広島戦では0.00と好成績を残した一方、巨人戦では防御率4.32、横浜戦では5.28と打ち込まれたほか、左打者との対戦を課題としていた。同年オフにはフリーエージェント (FA) の権利を行使した上で阪神に残留し、推定年俸6,500万円で契約更改した。
阪急時代の同僚だった星野伸之がFA権を行使してオリックスから移籍した2000年には、セ・パ両リーグで最多となる71試合に登板し、67回1/3を投げて3勝1敗・防御率1.86と好成績を残した。同年の伊藤は37歳であったことから、NPBの一軍公式戦で1シーズンに70試合以上登板した投手の最年長記録も樹立。試合終了後のヒーローインタビューで、鶴の恩返しにちなんで「羽根を抜いては投げている」と語ったこともあった。また同年には野村監督から信頼を受け、金一封を贈られている。もっとも、この登板数をめぐっては、シーズン途中の103試合消化時点で58試合登板（56%の試合）と稲尾和久のシーズン登板記録を更新できるペースだった。しかし、スポーツライターの宇佐美徹也が「稲尾は内容が違う。ワンポイントで最多登板なんて、やめてくれないか」と野村に要求。それを受諾した野村は登板を減らし、残り33試合で13登板（同39%）と激減し、最終的に71試合登板にとどまった。
2001年（推定年俸8,000万円）シーズンも、一軍公式戦52試合（遠山とともにチーム最多登板）に登板して6勝2敗・防御率1.79の成績を残した。また同年、NPB史上7人目の一軍公式戦5年連続50試合登板も達成した。しかし、野村に代わって星野仙一が監督に就任した2002年には、吉野誠・金沢健人などの若手投手が救援陣で台頭したことから、一軍公式戦での登板機会が大幅に減少。かねてから抱えていた腰痛の悪化に加えて、シーズン中に右肘を痛めたため、通算の防御率が5点台に達するなど、投球内容が移籍後で最も悪かった。星野監督による若返り・大幅補強策の一環で、9月26日に遠山・弓長起浩・成本年秀・西川慎一・川俣ヒロアキとともに球団から戦力外通告を受け、現役を引退。10月14日の対中日戦（阪神甲子園球場・同シーズン最終戦）で星野・伊藤・遠山・葛西の引退セレモニーが行われた。

### 現役引退後
「伊藤建設」の営業主任を務めながら、2003年から2004年まで毎日放送の野球解説者・サンケイスポーツの野球評論家として活動したほか、プロ野球マスターズリーグの大阪ロマンズにも参加していた。
2005年から、三軍コーチとして阪神に復帰。
2006年から2008年までは二軍のトレーニングコーチ（2006年のみ投手コーチと兼任）。
2009年から2019年までは一軍のトレーニングコーチを務めた。（三軍担当時代を含めて）トレーニングコーチ歴は15年におよんだが、日本のプロ野球 (NPB) ではチーフトレーナーがトレーニングコーチを兼任する傾向が強まり、球団では2020年シーズンからトレーニングコーチ制度の廃止を検討。2019年10月15日にはその一環として、伊藤のコーチ退任および退団を発表した。
2020年からは、関メディベースボール学院の中等部で投手コーチとトレーニングコーチを務めている。

## 選手としての特徴
投球フォームについてはアンダースローとする文献、サイドスローとする文献が混在している。江川卓は1998年・1999年の著書『スカウティングレポート』にてスピード（球速）・コントロール（制球力）・テクニック（技術）の3点について各球団の主力選手を5段階評価しているが、伊藤については「スピードは3。コントロール・テクニックはいずれも4」と評価している。
プロ入り当時は直球・シュートを武器に、阪神時代（1999年）は右打者の外角へのスライダーを得意とした。そのほか、ストレート（速球）、カーブ、シュート、シンカーも操った。
阪神時代はリリーフの主戦格として活躍。しかし江川 (1998) は「アンダースロー特有の右打者の外角に曲がるカーブで逃げようとする」という弱点を指摘した一方、「シンカーが力強く落ちるので、もっと強気に内角を突けば2ケタ勝てる力はある」「タイプ的にはむしろ先発（向き）。中5日で6イニング、100球くらいなら、十分な働きをするだろう」と評していた。また、「川尻（哲郎）が台頭するまで、阪神のアンダースロー（投手）の中では一番自分の力を理解していた」とも評している。
田尾安志は『プロ野球ニュース』（フジテレビ）編集の選手名鑑にて「コントロールよりも球のキレで勝負するピッチャー」「すぐに肩が仕上がるため、連投OKの貴重な戦力。負け試合の登板よりも勝ちゲームのほうが内容のあるピッチングをする」と評している。

## 詳細情報

### 年度別投手成績
| 年 度     | 球 団           | 登 板 | 先 発 | 完 投 | 完 封 | 無 四 球 | 勝 利 | 敗 戦 | セ 丨 ブ | ホ 丨 ル ド | 勝 率 | 打 者 | 投 球 回 | 被 安 打 | 被 本 塁 打 | 与 四 球 | 敬 遠 | 与 死 球 | 奪 三 振 | 暴 投 | ボ 丨 ク | 失 点 | 自 責 点 | 防 御 率 | W H I P |
| --------- | --------------- | ----- | ----- | ----- | ----- | -------- | ----- | ----- | -------- | ----------- | ----- | ----- | -------- | -------- | ----------- | -------- | ----- | -------- | -------- | ----- | -------- | ----- | -------- | -------- | ------- |
| 1988      | 阪急 オリックス | 20    | 5     | 0     | 0     | 0        | 1     | 4     | 1        | --          | .200  | 224   | 49.0     | 58       | 8           | 16       | 0     | 5        | 28       | 0     | 0        | 34    | 31       | 5.69     | 1.51    |
| 1989      | 阪急 オリックス | 24    | 4     | 1     | 0     | 0        | 5     | 1     | 0        | --          | .833  | 234   | 55.0     | 57       | 6           | 20       | 1     | 3        | 30       | 0     | 0        | 22    | 21       | 3.44     | 1.40    |
| 1990      | 阪急 オリックス | 31    | 14    | 4     | 0     | 0        | 7     | 7     | 1        | --          | .500  | 521   | 116.2    | 127      | 12          | 39       | 1     | 9        | 50       | 2     | 0        | 67    | 61       | 4.71     | 1.42    |
| 1991      | 阪急 オリックス | 29    | 18    | 8     | 3     | 1        | 6     | 12    | 1        | --          | .333  | 647   | 158.0    | 137      | 15          | 42       | 4     | 7        | 100      | 2     | 1        | 59    | 54       | 3.08     | 1.13    |
| 1992      | 阪急 オリックス | 26    | 25    | 10    | 2     | 0        | 8     | 8     | 0        | --          | .500  | 808   | 191.2    | 192      | 19          | 52       | 1     | 7        | 93       | 1     | 2        | 84    | 81       | 3.80     | 1.27    |
| 1993      | 阪急 オリックス | 9     | 9     | 1     | 0     | 0        | 3     | 4     | 0        | --          | .429  | 242   | 54.0     | 63       | 4           | 22       | 0     | 0        | 25       | 0     | 0        | 31    | 31       | 5.17     | 1.57    |
| 1994      | 阪急 オリックス | 9     | 3     | 0     | 0     | 0        | 0     | 1     | 0        | --          | .000  | 75    | 15.1     | 21       | 4           | 9        | 1     | 1        | 10       | 0     | 0        | 13    | 13       | 7.63     | 1.96    |
| 1995      | 横浜            | 19    | 6     | 0     | 0     | 0        | 1     | 2     | 0        | --          | .333  | 214   | 45.2     | 56       | 3           | 22       | 1     | 6        | 31       | 1     | 2        | 34    | 33       | 6.50     | 1.71    |
| 1996      | 横浜            | 4     | 0     | 0     | 0     | 0        | 0     | 0     | 0        | --          | ----  | 28    | 5.2      | 8        | 2           | 5        | 0     | 0        | 4        | 0     | 0        | 4     | 3        | 4.76     | 2.29    |
| 1997      | 阪神            | 60    | 0     | 0     | 0     | 0        | 8     | 5     | 8        | --          | .615  | 308   | 77.2     | 50       | 5           | 32       | 7     | 3        | 51       | 2     | 2        | 24    | 23       | 2.67     | 1.06    |
| 1998      | 阪神            | 50    | 0     | 0     | 0     | 0        | 2     | 3     | 0        | --          | .400  | 226   | 53.1     | 52       | 2           | 18       | 7     | 2        | 40       | 2     | 0        | 18    | 17       | 2.87     | 1.31    |
| 1999      | 阪神            | 59    | 0     | 0     | 0     | 0        | 6     | 1     | 0        | --          | .857  | 268   | 67.1     | 66       | 3           | 14       | 2     | 2        | 45       | 0     | 2        | 30    | 24       | 3.21     | 1.19    |
| 2000      | 阪神            | 71    | 0     | 0     | 0     | 0        | 3     | 1     | 0        | --          | .750  | 287   | 67.2     | 62       | 1           | 23       | 6     | 7        | 35       | 1     | 0        | 14    | 14       | 1.86     | 1.26    |
| 2001      | 阪神            | 52    | 0     | 0     | 0     | 0        | 6     | 2     | 0        | --          | .750  | 190   | 45.1     | 34       | 2           | 19       | 3     | 5        | 24       | 0     | 0        | 12    | 9        | 1.79     | 1.17    |
| 2002      | 阪神            | 20    | 0     | 0     | 0     | 0        | 0     | 0     | 0        | --          | ----  | 97    | 22.2     | 18       | 5           | 9        | 3     | 2        | 13       | 0     | 0        | 14    | 13       | 5.16     | 1.19    |
| NPB：15年 | NPB：15年       | 483   | 84    | 24    | 5     | 1        | 56    | 51    | 11       | --          | .523  | 4369  | 1025.0   | 1001     | 91          | 342      | 37    | 59       | 579      | 11    | 9        | 460   | 428      | 3.76     | 1.31    |

- 各年度の太字はリーグ最高
- 阪急（阪急ブレーブス）は、1989年にオリックス（オリックス・ブレーブス）に球団名を変更

### 表彰
- JA全農Go・Go賞 （救援賞：2000年7月）

### 記録
初記録
- 初登板：1988年4月15日、対日本ハムファイターズ戦（東京ドーム）、4回裏から救援登板、4回無失点
- 初勝利：1988年6月18日、対南海ホークス戦（阪急西宮球場）、8回表から救援登板、2回無失点
- 初セーブ：1988年7月10日、対ロッテオリオンズ戦（秋田市八橋運動公園硬式野球場）、10回から救援登板・完了、1回無失点
- 初完投：1989年8月26日、対ロッテオリオンズ戦（札幌市円山球場）、7被安打3奪三振4与四死球
- 初完封勝利：1991年7月2日、対西武ライオンズ戦（西武球場）、2被安打7奪三振1与四死球

節目の記録
- 1000投球回：2001年9月18日、対読売ジャイアンツ25回戦（東京ドーム）、5回裏に達成

その他の記録
- オールスターゲーム出場：1回[49] （1992年）[17]

### 背番号
- 16 （1988年 - 1996年）
- 47 （1997年 - 2002年）
- 74 （2005年 - 2010年）
- 91 （2011年 - 2019年）

### 登場曲
- 『君の瞳に恋してる』 / BEATBOX[57]

### 代表歴
- 1984年ロサンゼルスオリンピックの野球競技・日本代表[6]